# Handball-Weltmeisterschaft der Frauen 2005
Die 17. Handball-Weltmeisterschaft der Frauen wurde vom 5. bis 18. Dezember 2005 im russischen Sankt Petersburg ausgetragen. Insgesamt traten 24 Mannschaften zunächst in vier Gruppen in einer Vorrunde gegeneinander an. Anschließend folgte die Hauptrunde mit je sechs Mannschaften in zwei Gruppen. Danach folgten Ausscheidungsspiele mit Halbfinale und Finale sowie Platzierungsspiele um die Plätze 3 bis 8. Weltmeister 2005 wurde Russland nach einem 28:23-Sieg im Finale gegen Rumänien.

## Spielplan

### Vorrunde
Die ersten drei Mannschaften jeder Gruppe qualifizierten sich für die Hauptrunde. Im Fall eines Punktgleichstandes war der direkte Vergleich zwischen diesen Mannschaften das erste Entscheidungskriterium zur Tabellenbildung.

#### Gruppe A
| Rang | Land        | Tore    | Punkte |
| ---- | ----------- | ------- | ------ |
| 1    | Russland    | 176:110 | 10: 0  |
| 2    | Niederlande | 145:123 | 8: 2   |
| 3    | Kroatien    | 165:126 | 6: 4   |
| 4    | China       | 154:146 | 4: 6   |
| 5    | Japan       | 152:155 | 2: 8   |
| 6    | Uruguay     | 73:205  | 0:10   |

|  | Mo, 5. Dezember 2005, 16:00 Uhr  | Niederlande | – Kroatien    | 29 : 27 |
|  | Mo, 5. Dezember 2005, 19:00 Uhr  | Russland    | – Uruguay     | 43 : 16 |
|  | Mo, 5. Dezember 2005, 21:00 Uhr  | Japan       | – China       | 27 : 33 |
|  | Di, 6. Dezember 2005, 17:00 Uhr  | Uruguay     | – Niederlande | 8 : 29  |
|  | Di, 6. Dezember 2005, 19:00 Uhr  | China       | – Russland    | 20 : 36 |
|  | Di, 6. Dezember 2005, 21:00 Uhr  | Kroatien    | – Japan       | 31 : 30 |
|  | Mi, 7. Dezember 2005, 17:00 Uhr  | Japan       | – Uruguay     | 44 : 22 |
|  | Mi, 7. Dezember 2005, 19:00 Uhr  | Russland    | – Niederlande | 34 : 22 |
|  | Mi, 7. Dezember 2005, 21:00 Uhr  | China       | – Kroatien    | 29 : 35 |
|  | Fr, 9. Dezember 2005, 17:00 Uhr  | Niederlande | – Japan       | 35 : 27 |
|  | Fr, 9. Dezember 2005, 19:00 Uhr  | Russland    | – Kroatien    | 29 : 28 |
|  | Fr, 9. Dezember 2005, 21:00 Uhr  | Uruguay     | – China       | 18 : 45 |
|  | Sa, 10. Dezember 2005, 17:00 Uhr | Niederlande | – China       | 30 : 27 |
|  | Sa, 10. Dezember 2005, 19:00 Uhr | Japan       | – Russland    | 24 : 34 |
|  | Sa, 10. Dezember 2005, 21:00 Uhr | Kroatien    | – Uruguay     | 44 : 9  |

#### Gruppe B
| Rang | Land       | Tore    | Punkte |
| ---- | ---------- | ------- | ------ |
| 1    | Ungarn     | 180:113 | 9: 1   |
| 2    | Südkorea   | 173:155 | 6: 4   |
| 3    | Norwegen   | 155:112 | 6: 4   |
| 4    | Slowenien  | 159:132 | 5: 5   |
| 5    | Angola     | 167:140 | 4: 6   |
| 6    | Australien | 54:236  | 0:10   |

|  | Mo, 5. Dezember 2005, 17:00 Uhr  | Ungarn     | – Australien | 57 : 9  |
|  | Mo, 5. Dezember 2005, 19:00 Uhr  | Slowenien  | – Südkorea   | 42 : 35 |
|  | Mo, 5. Dezember 2005, 21:00 Uhr  | Norwegen   | – Angola     | 36 : 30 |
|  | Di, 6. Dezember 2005, 17:00 Uhr  | Australien | – Slowenien  | 13 : 41 |
|  | Di, 6. Dezember 2005, 19:00 Uhr  | Angola     | – Ungarn     | 30 : 34 |
|  | Di, 6. Dezember 2005, 21:00 Uhr  | Südkorea   | – Norwegen   | 30 : 25 |
|  | Mi, 7. Dezember 2005, 17:00 Uhr  | Ungarn     | – Slowenien  | 27 : 27 |
|  | Mi, 7. Dezember 2005, 19:00 Uhr  | Angola     | – Südkorea   | 32 : 35 |
|  | Mi, 7. Dezember 2005, 21:00 Uhr  | Norwegen   | – Australien | 47 : 10 |
|  | Fr, 9. Dezember 2005, 17:00 Uhr  | Australien | – Angola     | 8 : 47  |
|  | Fr, 9. Dezember 2005, 19:00 Uhr  | Ungarn     | – Südkorea   | 42 : 29 |
|  | Fr, 9. Dezember 2005, 21:00 Uhr  | Slowenien  | – Norwegen   | 22 : 29 |
|  | Sa, 10. Dezember 2005, 17:00 Uhr | Südkorea   | – Australien | 44 : 14 |
|  | Sa, 10. Dezember 2005, 19:00 Uhr | Slowenien  | – Angola     | 27 : 28 |
|  | Sa, 10. Dezember 2005, 21:00 Uhr | Norwegen   | – Ungarn     | 18 : 20 |

#### Gruppe C
| Rang | Land           | Tore    | Punkte |
| ---- | -------------- | ------- | ------ |
| 1    | Dänemark       | 168:139 | 8: 2   |
| 2    | Deutschland    | 165:123 | 8: 2   |
| 3    | Brasilien      | 146:149 | 6: 4   |
| 4    | Österreich     | 158:147 | 6: 4   |
| 5    | Polen          | 136:154 | 2: 8   |
| 6    | Elfenbeinküste | 118:179 | 0:10   |

|  | Mo, 5. Dezember 2005, 17:00 Uhr  | Österreich     | – Elfenbeinküste | 32 : 21 |
|  | Mo, 5. Dezember 2005, 19:00 Uhr  | Polen          | – Deutschland    | 21 : 33 |
|  | Mo, 5. Dezember 2005, 21:00 Uhr  | Dänemark       | – Brasilien      | 31 : 22 |
|  | Di, 6. Dezember 2005, 17:00 Uhr  | Brasilien      | – Polen          | 34 : 31 |
|  | Di, 6. Dezember 2005, 19:00 Uhr  | Deutschland    | – Österreich     | 34 : 27 |
|  | Di, 6. Dezember 2005, 21:00 Uhr  | Elfenbeinküste | – Dänemark       | 21 : 42 |
|  | Mi, 7. Dezember 2005, 17:00 Uhr  | Polen          | – Österreich     | 25 : 28 |
|  | Mi, 7. Dezember 2005, 19:00 Uhr  | Brasilien      | – Elfenbeinküste | 34 : 26 |
|  | Mi, 7. Dezember 2005, 21:00 Uhr  | Dänemark       | – Deutschland    | 27 : 26 |
|  | Fr, 9. Dezember 2005, 17:00 Uhr  | Polen          | – Elfenbeinküste | 31 : 26 |
|  | Fr, 9. Dezember 2005, 19:00 Uhr  | Deutschland    | – Brasilien      | 32 : 24 |
|  | Fr, 9. Dezember 2005, 21:00 Uhr  | Österreich     | – Dänemark       | 42 : 35 |
|  | Sa, 10. Dezember 2005, 17:00 Uhr | Österreich     | – Brasilien      | 29 : 32 |
|  | Sa, 10. Dezember 2005, 19:00 Uhr | Elfenbeinküste | – Deutschland    | 24 : 40 |
|  | Sa, 10. Dezember 2005, 21:00 Uhr | Dänemark       | – Polen          | 33 : 28 |

#### Gruppe D
| Rang | Land        | Tore    | Punkte |
| ---- | ----------- | ------- | ------ |
| 1    | Rumänien    | 168:109 | 10: 0  |
| 2    | Ukraine     | 156:126 | 7: 3   |
| 3    | Frankreich  | 144:110 | 6: 4   |
| 4    | Mazedonien  | 149:122 | 5: 5   |
| 5    | Argentinien | 79:150  | 2: 8   |
| 6    | Kamerun     | 103:182 | 0:10   |

|  | Mo, 5. Dezember 2005, 16:30 Uhr  | Ukraine     | – Kamerun     | 34 : 23 |
|  | Mo, 5. Dezember 2005, 18:30 Uhr  | Rumänien    | – Argentinien | 31 : 15 |
|  | Mo, 5. Dezember 2005, 20:30 Uhr  | Frankreich  | – Mazedonien  | 25 : 22 |
|  | Di, 6. Dezember 2005, 16:30 Uhr  | Kamerun     | – Rumänien    | 19 : 50 |
|  | Di, 6. Dezember 2005, 18:30 Uhr  | Mazedonien  | – Ukraine     | 29 : 29 |
|  | Di, 6. Dezember 2005, 20:30 Uhr  | Argentinien | – Frankreich  | 11 : 33 |
|  | Mi, 7. Dezember 2005, 16:30 Uhr  | Ukraine     | – Rumänien    | 27 : 30 |
|  | Mi, 7. Dezember 2005, 18:30 Uhr  | Mazedonien  | – Argentinien | 32 : 15 |
|  | Mi, 7. Dezember 2005, 20:30 Uhr  | Frankreich  | – Kamerun     | 33 : 17 |
|  | Fr, 9. Dezember 2005, 16:30 Uhr  | Kamerun     | – Mazedonien  | 24 : 44 |
|  | Fr, 9. Dezember 2005, 18:30 Uhr  | Ukraine     | – Argentinien | 34 : 17 |
|  | Fr, 9. Dezember 2005, 20:30 Uhr  | Rumänien    | – Frankreich  | 28 : 26 |
|  | Sa, 10. Dezember 2005, 16:30 Uhr | Argentinien | – Kamerun     | 21 : 20 |
|  | Sa, 10. Dezember 2005, 18:30 Uhr | Rumänien    | – Mazedonien  | 29 : 22 |
|  | Sa, 10. Dezember 2005, 20:30 Uhr | Frankreich  | – Ukraine     | 27 : 32 |

## Hauptrunde
Die Hauptrunde wurde zunächst in zwei Gruppen ausgetragen. In Gruppe 1 spielten jeweils die ersten drei Mannschaften der Vorrundengruppen A und B, in Gruppe 2 jeweils die ersten drei Mannschaften der Vorrundengruppen C und D. Hierbei wurden die Ergebnisse der Mannschaften, die bereits in der Vorrunde aufeinandergetroffen waren, übernommen.
Die ersten beiden Mannschaften aus Gruppe 1 und 2 bestritten die Halbfinalspiele, die drittplatzierten Mannschaften spielten den Platz 5 und die viertplatzierten Mannschaften den Platz 7 aus.

### Gruppe 1
| Rang | Land        | Tore    | Punkte |
| ---- | ----------- | ------- | ------ |
| 1    | Russland    | 156:132 | 10: 0  |
| 2    | Ungarn      | 159:138 | 8: 2   |
| 3    | Niederlande | 140:154 | 5: 5   |
| 4    | Südkorea    | 150:162 | 4: 6   |
| 5    | Norwegen    | 132:131 | 3: 7   |
| 6    | Kroatien    | 140:160 | 0:10   |

|  | Mo, 12. Dezember 2005, 17:00 Uhr | Kroatien    | – Ungarn      | 26 : 27 |
|  | Mo, 12. Dezember 2005, 19:00 Uhr | Russland    | – Südkorea    | 32 : 27 |
|  | Mo, 12. Dezember 2005, 21:10 Uhr | Niederlande | – Norwegen    | 30 : 30 |
|  | Di, 13. Dezember 2005, 17:00 Uhr | Südkorea    | – Kroatien    | 38 : 34 |
|  | Di, 13. Dezember 2005, 19:00 Uhr | Ungarn      | – Niederlande | 37 : 30 |
|  | Di, 13. Dezember 2005, 21:10 Uhr | Norwegen    | – Russland    | 22 : 26 |
|  | Do, 15. Dezember 2005, 17:00 Uhr | Niederlande | – Südkorea    | 29 : 26 |
|  | Do, 15. Dezember 2005, 19:00 Uhr | Russland    | – Ungarn      | 35 : 33 |
|  | Do, 15. Dezember 2005, 21:10 Uhr | Kroatien    | – Norwegen    | 25 : 37 |

### Gruppe 2
| Rang | Land        | Tore    | Punkte |
| ---- | ----------- | ------- | ------ |
| 1    | Rumänien    | 163:141 | 10: 0  |
| 2    | Dänemark    | 137:128 | 7: 3   |
| 3    | Deutschland | 145:140 | 6: 4   |
| 4    | Brasilien   | 147:153 | 4: 6   |
| 5    | Ukraine     | 145:147 | 3: 7   |
| 6    | Frankreich  | 121:149 | 0:10   |

|  | Mo, 12. Dezember 2005, 17:00 Uhr | Deutschland | – Frankreich  | 32 : 26 |
|  | Mo, 12. Dezember 2005, 19:00 Uhr | Brasilien   | – Rumänien    | 33 : 35 |
|  | Mo, 12. Dezember 2005, 21:00 Uhr | Dänemark    | – Ukraine     | 28 : 28 |
|  | Di, 13. Dezember 2005, 17:00 Uhr | Rumänien    | – Deutschland | 37 : 26 |
|  | Di, 13. Dezember 2005, 19:00 Uhr | Ukraine     | – Brasilien   | 32 : 33 |
|  | Di, 13. Dezember 2005, 21:00 Uhr | Frankreich  | – Dänemark    | 19 : 22 |
|  | Do, 15. Dezember 2005, 17:00 Uhr | Brasilien   | – Frankreich  | 35 : 23 |
|  | Do, 15. Dezember 2005, 19:00 Uhr | Deutschland | – Ukraine     | 29 : 26 |
|  | Do, 15. Dezember 2005, 21:00 Uhr | Dänemark    | – Rumänien    | 29 : 33 |

### Platzierungsspiele

#### Plätze 7 und 8
|  | Sa, 17. Dezember 2005, 13:00 Uhr | Südkorea | – Brasilien | 28 : 29 |

#### Plätze 5 und 6
|  | So, 18. Dezember 2005, 12:00 Uhr | Niederlande | – Deutschland | 28 : 26 |

### Halbfinale
|  | Sa, 17. Dezember 2005, 15:30 Uhr | Rumänien | – Ungarn   | 26 : 24 |
|  | Sa, 17. Dezember 2005, 18:00 Uhr | Russland | – Dänemark | 31 : 24 |

### Spiel um Platz 3
|  | So, 18. Dezember 2005, 14:30 Uhr | Dänemark | – Ungarn | 24 : 27 |

### Finale
|  | So, 18. Dezember 2005, 17:00 Uhr | Russland | – Rumänien | 28 : 23 |

## Platzierungen
| Rang | Nation      | Tore      | Diff  | Punkte  |
| ---- | ----------- | --------- | ----- | ------- |
| 1.   | Russland    | 328 : 239 | + 089 | 20 : 0  |
| 2.   | Rumänien    | 322 : 249 | + 073 | 18 : 02 |
| 3.   | Ungarn      | 328 : 254 | + 074 | 15 : 05 |
| 4.   | Dänemark    | 295 : 277 | + 018 | 11 : 09 |
| 5.   | Niederlande | 262 : 242 | + 020 | 13 : 05 |
| 6.   | Deutschland | 278 : 240 | + 038 | 12 : 06 |
| 7.   | Brasilien   | 276 : 267 | + 09  | 12 : 06 |
| 8.   | Südkorea    | 292 : 279 | + 013 | 08 : 10 |

## Torschützenliste
| Rang | Name                         | Nation      | Tore |
| ---- | ---------------------------- | ----------- | ---- |
| 1.   | Nadine Krause                | Deutschland | 60   |
|      | Tatjana Logwin               | Österreich  | 60   |
| 3.   | Anita Görbicz                | Ungarn      | 56   |
| 4.   | Grit Jurack                  | Deutschland | 55   |
| 5.   | Katrine Fruelund             | Dänemark    | 54   |
| 6.   | Idalina Borges Mesquita      | Brasilien   | 53   |
|      | Woo Sun-hee                  | Südkorea    | 53   |
| 8.   | Svitlana Pasičnik            | Kroatien    | 52   |
|      | Olena Resnir                 | Ukraine     | 52   |
| 10.  | Valentina Neli Ardean Elisei | Rumänien    | 51   |

## Allstar-Team
| Position         | Name                         | Land        |
| ---------------- | ---------------------------- | ----------- |
| Tor:             | Luminita Dinu                | Rumänien    |
| Linksaußen:      | Valentina Neli Ardean Elisei | Rumänien    |
| Rückraum links:  | Pearl van der Wissel         | Niederlande |
| Rückraum Mitte:  | Anita Görbicz                | Ungarn      |
| Rückraum rechts: | Grit Jurack                  | Deutschland |
| Rechtsaußen:     | Woo Sun-hee                  | Südkorea    |
| Kreis:           | Ljudmila Bodnijewa           | Russland    |